# Alexia (Sängerin)

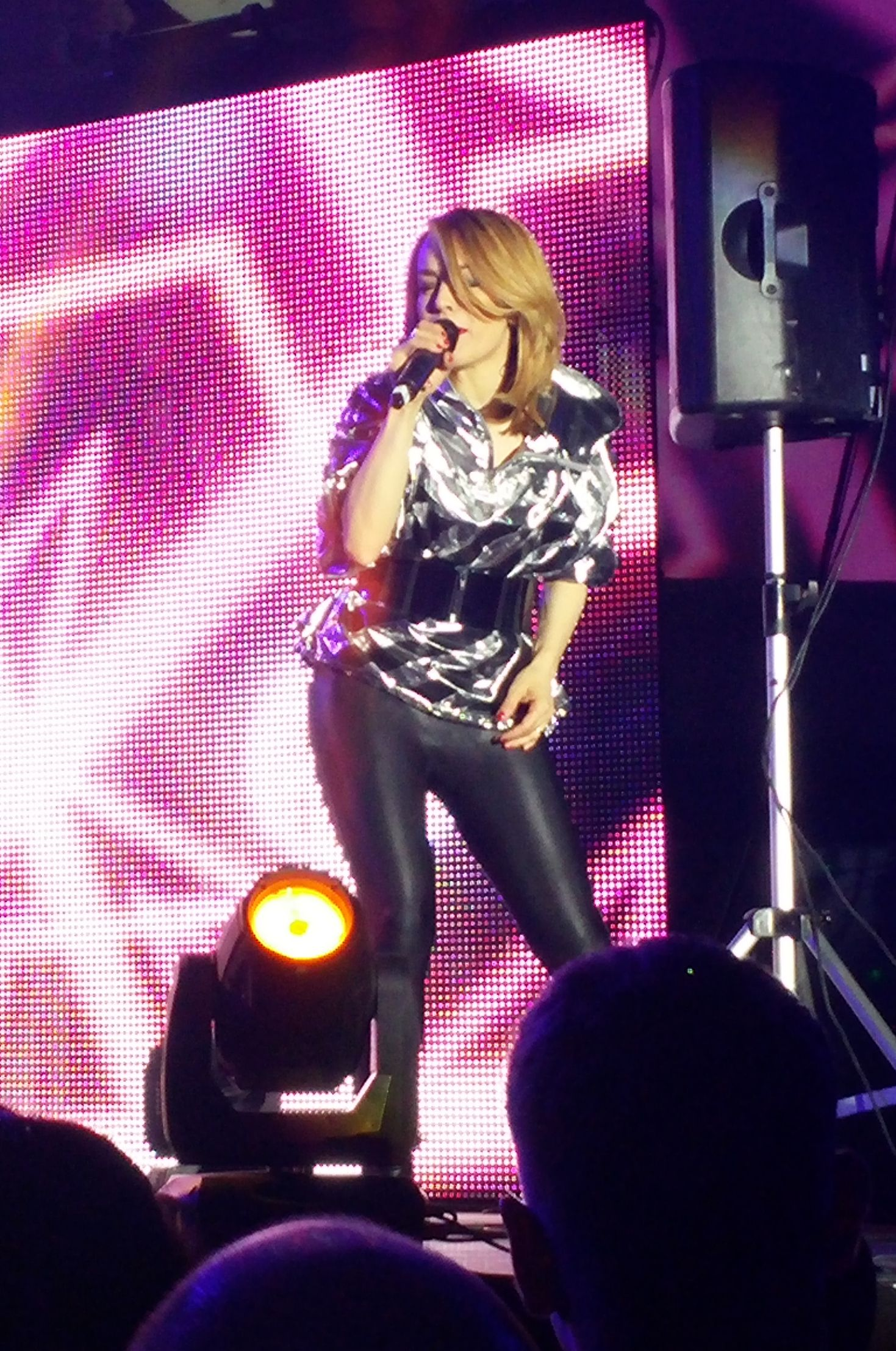
Alexia (2015)

Alexia (bürgerlich: Alessia Aquilani; * 19. Mai 1967 in La Spezia) ist eine italienische Eurodance-Sängerin, die seit 1996 erfolgreich ist. Ihr größter internationaler Hit war 1997 Uh La La La.

## Leben und Karriere

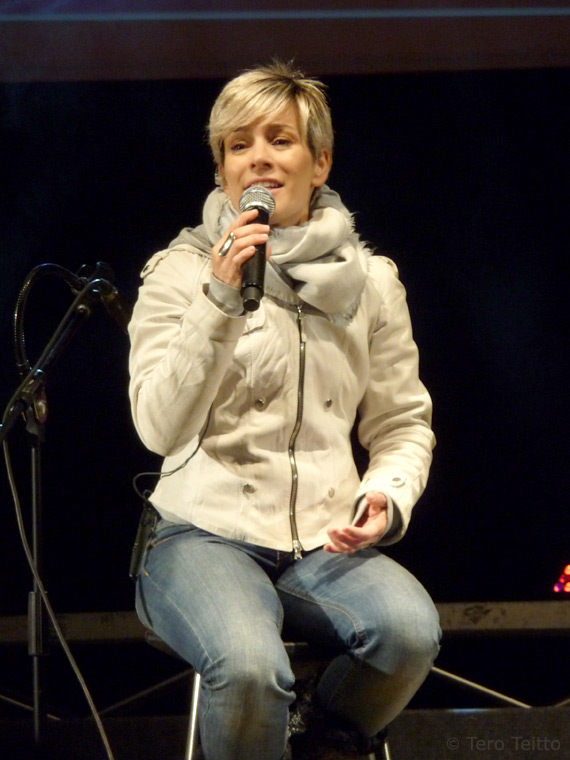
Alexia (2008)

Bereits mit vier Jahren nahm Alessia Aquilani an verschiedenen lokalen Musik- und Tanz-Wettbewerben teil und erhielt den Spitznamen Little Wonder. Mit sieben Jahren bekam sie Klavier- und Gesangsunterricht in der Schule. Ihre bevorzugte Musikrichtung war in dieser Zeit Rhythm and Blues, besonders mochte sie die Songs von Aretha Franklin. Als sie zwölf Jahre alt war, machte sie eine Tanzausbildung und sammelte Erfahrungen vor Live-Publikum. Nach der Schulzeit sang sie in verschiedenen Bands und trat in Diskotheken auf.
Aquilanis Profikarriere begann 1989 beim Label Euroenergy, das zu Discomagic gehört. Unter den Namen Alexia Cooper und Lita Beck veröffentlichte sie einige Singles. In dieser Zeit begann die Arbeit mit Roberto Zanetti, der auch als Robyx bekannt wurde, und bei dessen Label DWA (Dance World Attack). Zanettis Schwester Viviana hatte Aquilani bei einem ihrer Diskothekenauftritte gehört und den Kontakt hergestellt.
Aquilani sang den Background bei Please Don’t Go von Double You, einem europaweiten Top-10-Hit 1992. In den folgenden zwei Jahren arbeitete sie u. a. für DiGiLove, Cybernetica, Wegen, Galactica und Fourteen 14 sowie als Sängerin für Ice MC, dessen Titel Think About the Way 1996 Teil des Soundtracks zum britischen Drama Trainspotting wurde. Ice MC ging mit ihr auf europaweite Club-Tour.
Im Sommer 1995 veröffentlichte Aquilani die erste Single als Alexia, Me & You, die in ihrer Heimat die Chartspitze eroberte. Es folgten Hits, wie Summer Is Crazy, Number One (beide auf Platz eins in Italien) und Uh La La La, die sich auch auf ihrem Mitte 1997 erschienenen Debütalbum Fan Club befanden. Das zweite Album The Party, inklusive der Singles Gimme Love, The Music I Like und Keep on Movin’, erschien ein Jahr später bei Sony Music. Davon wurden 500 000 Stück verkauft.
Das letzte gemeinsame Projekt mit Robyx war das Album Happy (1999), das in Italien und Asien erfolgreich war. Nach Veröffentlichung einer Greatest-Hits-CD im Sommer 2000 probierte sie auch andere Musikstile aus. Das Resultat war der Longplayer Mad for Music, der 2001 in Italien erschien. Beim Sanremo-Festival 2002 erreichte Alexia mit Dimmi come… den zweiten Platz, beim Sanremo-Festival 2003 gelang ihr mit Per dire di no der Sieg. Bis 2009 folgten diverse Veröffentlichungen, hauptsächlich in Italienisch.

## Diskografie (Auswahl)
Studioalben

| Jahr | Titel                       | Höchstplatzierung, Gesamtwochen, AuszeichnungChartplatzierungen (Jahr, Titel, Platzierungen, Wochen, Auszeichnungen, Anmerkungen) | Höchstplatzierung, Gesamtwochen, AuszeichnungChartplatzierungen (Jahr, Titel, Platzierungen, Wochen, Auszeichnungen, Anmerkungen) | Höchstplatzierung, Gesamtwochen, AuszeichnungChartplatzierungen (Jahr, Titel, Platzierungen, Wochen, Auszeichnungen, Anmerkungen) | Höchstplatzierung, Gesamtwochen, AuszeichnungChartplatzierungen (Jahr, Titel, Platzierungen, Wochen, Auszeichnungen, Anmerkungen) | Höchstplatzierung, Gesamtwochen, AuszeichnungChartplatzierungen (Jahr, Titel, Platzierungen, Wochen, Auszeichnungen, Anmerkungen) | Anmerkungen                              |
| Jahr | Titel                       | DE | AT | CH | UK | IT | Anmerkungen                              |
| ---- | --------------------------- | --- | --- | --- | --- | --- | ---------------------------------------- |
| 1998 | The Party                   | — | — | — | UK97 (1 Wo.)UK | IT17 (9 Wo.)IT | Erstveröffentlichung: 1. Juni 1998       |
| 1999 | Happy                       | — | — | — | — | IT31 (3 Wo.)IT | Erstveröffentlichung: August 1999        |
| 2002 | Alexia                      | — | — | CH100 (1 Wo.)CH | — | IT14 (15 Wo.)IT | Erstveröffentlichung: 8. März 2002       |
| 2003 | Il cuore a modo mio         | — | — | CH100 (1 Wo.)CH | — | IT17 (8 Wo.)IT | Erstveröffentlichung: 7. März 2003       |
| 2004 | Gli occhi grandi della luna | — | — | — | — | IT56 (2 Wo.)IT | Erstveröffentlichung: 5. Juli 2004       |
| 2005 | Da grande                   | — | — | — | — | IT58 (3 Wo.)IT | Erstveröffentlichung: 2005               |
| 2009 | Ale & C.                    | — | — | — | — | IT69 (2 Wo.)IT | Erstveröffentlichung: 20. Februar 2009   |
| 2015 | Tu puoi se vuoi             | — | — | — | — | IT93 (1 Wo.)IT | Erstveröffentlichung: 5. Mai 2015        |
| 2017 | Quell’altra                 | — | — | — | — | IT53 (1 Wo.)IT | Erstveröffentlichung: 29. September 2017 |

Weitere Alben
- 1997: Fan Club
- 2001: Mad for Music
- 2008: Ale’
- 2010: Stars
- 2013: iCanzonissime